# Peniskarzinom
Das Peniskarzinom (ugs. „Peniskrebs“) ist eine bösartige Erkrankung (Krebserkrankung) des Penis. Sie tritt meist erst ab dem 60. Lebensjahr auf. Zu etwa 95 % liegt eine Entartung der Deckhaut der Eichel, der Penisvorhaut oder der Schleimhaut der Harnröhre vor (Plattenepithelkarzinom).

## Häufigkeit
Das Peniskarzinom ist in der westlichen Welt ein seltener Tumor, der bei Männern im fortgeschrittenen Lebensalter auftritt. In Mitteleuropa und in den Vereinigten Staaten lag die Inzidenz vor etwa einem Jahrzehnt bei 0,9 pro 100.000 Männer pro Jahr, dies entsprach etwa 600 Neuerkrankungen in der Bundesrepublik pro Jahr. Das Peniskarzinom macht in Deutschland nur etwa 0,4–0,65 % aller bösartigen Tumorerkrankungen beim Mann aus, wobei die meisten Erkrankungen bei Männern über 50 Jahren auftreten. Weltweit gibt es große geographische Unterschiede in Bezug auf die Häufigkeit. So sind in Puerto Rico etwa 20 % aller männlichen Krebserkrankungen Peniskarzinome. In Israel, das eine hohe Zirkumzisionsrate bei Neugeborenen und gute Hygienestandards hat, liegt die Inzidenz mit 0,1 pro 100.000 Männern im Jahr noch unter der Inzidenz in Deutschland. Zwischen dieser Zahl – im zitierten Aufsatz von 1999 ohne Quelle genannt (S. 16) – und der Zirkumzision muss keine Kausalität bestehen: seit langem wird diskutiert, dass Viren die Ursache von Peniskarzinomen sein könnten. Wenn dies so ist, dann wäre ein höheres Maß an sexueller Treue (z. B. bei orthodoxen Juden) als in anderen Ländern eine Erklärung für die geringe Inzidenz. Israelische Juden heiraten eher als nichtjüdische Männer im Ausland (und trinken weniger Alkohol). Zwischen 1952 und 1981 fiel das durchschnittliche Heiratsalter ultraorthodoxer Männer von 27,5 auf 21,5 Jahre.
Da das Karzinom insgesamt selten ist, sind aktuelle Zahlen schwer zu erheben.

## Risikofaktoren
Die genaue Ursache des Peniskarzinoms ist nicht bekannt, aber es gilt als nahezu gesichert, dass einerseits bestimmte Typen von humanen Papilloma-Viren (HPV 16 & 18), andererseits gutartige chronisch entzündliche Vorläuferläsionen wie Lichen sclerosus und Lichen ruber planus in ein Plattenepithelkarzinom übergehen können. Die auf dem Boden einer chronisch-entzündlichen Vorläuferläsion entstandenen Karzinome sollen sich deutlich aggressiver verhalten als die viral entstandenen.
Laut der American Cancer Society stellten Infektionen mit dem humanen Papillomavirus (HPV), Tabakkonsum, Smegma, eine Psoriasis-Kombinations-Therapie mit Psoralen und UV-Licht, hohes Alter, und AIDS Risikofaktoren dar. Ein weiterer ätiologischer Faktor für die Entstehung des Peniskarzinoms ist mangelhafte Hygiene. Es liegen einige Hinweise vor, dass Lichen sclerosus (auch bekannt als Balanitis xerotica obliterans) ebenfalls ein Risikofaktor ist.
Ob neue Erkenntnisse zur HPV-Infektion zu einer Neubewertung der Ursachen führen, bleibt abzuwarten. Ob die Impfung gegen dieses Virus, das bei Frauen Hauptursache für das Zervixkarzinom ist, auch die Inzidenz des Peniskarzinoms verringert, wird noch erforscht. Tochtergeschwülste bilden sich beim Peniskarzinom vor allem entlang der Leistenlymphknoten.

## Symptome
Es gibt eine Reihe verschiedener Symptome, die aber zum Teil recht uncharakteristisch sind und auch auf andere Erkrankungen hinweisen können. So kommen chronisch-entzündliche Veränderungen an Eichel und Vorhaut des Penis vor. Außerdem kann es zu Blutungen bei Kontakt mit der betroffenen Stelle kommen und zu einer Schwellung der Leistenlymphknoten. Peniskarzinome sind in der Regel nicht schmerzhaft und treten teils bei verwahrlosten Menschen auf, die wenig auf körperliche Symptome achten und Ärzte selten aufsuchen. Daher handelt es sich oftmals um Zufallsbefunde in einem fortgeschrittenen Stadium im Rahmen einer allgemeinen Untersuchung.

## Diagnose
Wegen der zum Teil unsicheren Symptomatik ist die Entnahme einer Gewebeprobe des Tumors und der geschwollenen Lymphknoten am sichersten.

## Pathologie und Pathogenese
Penismalignome sind zu 95 % Plattenepithelkarzinome. Die übrigen 5 % sind Melanome, Sarkome, Metastasen und sonstige Tumoren, über die es wegen ihrer Seltenheit fast nur Kasuistiken gibt. Die Plattenepithelkarzinome des Penis entstehen je zur Hälfte aus dem nicht verhornten Epithel der Glans penis (Eichel) und dem inneren Vorhautblatt. Die WHO unterscheidet folgende Subtypen:

### Nicht HPV-assoziierte Tumoren
- Plattenepithelkarzinom, gewöhnlicher Typ: 70–75 % der Fälle, Mortalität ca. 30 %
- pseudohyperplastisches Karzinom
- pseudoglanduläres Karzinom: drüsenähnlicher Wuchs
- verruköses Karzinom: 2–3 %, wächst warzenartig – wulstig, verhornend, kann sehr groß werden, gute Prognose
- Carcinoma cuniculatum: reifzelliges, verhornendes Karzinom mit geringer Atypie
- papilläres Karzinom: zottige Oberfläche, wenig maligne
- adenosquamöses Karzinom: teils drüsig, teils plattenepithelartig
- sarkomatoides Karzinom: stark entdifferenziert, ähnelt einem Sarkom, Mortalität 75 %

### HPV-assoziiert
Am häufigsten werden die HPV-Typen 16, 18, 31,45, 56 und 65 nachgewiesen. Der Immunhistochemische Nachweis von p16 wird als Surrogatparameter für HPV verwenden.
Die Korrelation von p16 und HPV ist so groß, dass der p16-Nachweis andere aufwendigere Verfahren ersetzt.
- basaloides Karzinom: Tumorzellen ähneln den Basalzellen (unterste Zellschicht des Plattenepithels)
- papillares basaloides Karzinom: zusätzlich zottige Oberfläche
- warziges Karzinom: wie verruköses Karzinome, mit HPV-Nachweis
- warziges basaloides Karzinom
- klarzelliges Karzinom: Glykogen-haltige Tumorzellen erscheinen klar, weil das Glykogen bei der Präparation in der Regel aufgelöst wird.
- lymphoepithelioma-artiges Karzinom: Mischtumor mit atypischen Lymphozyten und epitheloiden Zellen

## Stadien
Die Stadieneinteilung erfolgt nach der achten Auflage der TNM-Klassifikation der UICC
| T  | TX  | Primärtumor kann nicht beurteilt werden |
| T  | T0  | Kein Anhalt für Primärtumor |
| T  | Tis | Carcinoma in situ |
| T  | Ta  | Nichtinvasives verruköses Karzinom |
| T  | T1  | Tumor infiltriert subepitheliales Bindegewebe (Unterformen: T1a: Keine lymphovaskuläre Infiltration, nicht schlecht differenziert/undifferenziert; T1b: Mit lymphovaskuläre Infiltration oder schlecht differenziert/undifferenziert) |
| T  | T2  | Tumor infiltriert Corpus spongiosum mit/ohne Invasion der Urethra |
| T  | T3  | Tumor infiltriert Corpus cavernosum mit/ohne Invasion der Urethra |
| T  | T4  | Tumor infiltriert anderen Nachbarstrukturen |
| N  | NX  | Regionäre Lymphknoten können nicht beurteilt werden |
| N  | N0  | Keine palpablen oder sichtbar vergrößerten Leistenlymphknoten |
| N  | N1  | Ein palpabler mobiler unilateraler Leistenlymphknoten |
| N  | N2  | Multiple oder bilaterale palpable mobile Leistenlymphknoten |
| N  | N3  | Fixierte Leistenlymphknotenpakete oder uni-oder bilaterale pelvine Lymphadenopathie |
| pN | pNX | Regionäre Lymphknoten können nicht beurteilt werden |
| pN | pN0 | Keine Lymphknotenmetastasen |
| pN | pN1 | Metastasen in einem oder zwei Leistenlymphknoten |
| pN | pN2 | Metastasen in mehr als zwei unilateralen inguinalen oder bilateralen Leistenlymphknoten |
| M  | M0  | Keine Fernmetastasen nachgewiesen |
| M  | M1  | Fernmetastasen nachgewiesen |

Zum T-Stadium:
Ein Carcinoma in situ ist ein Tumor, welcher die Basalmembran des Epithels noch nicht durchbrochen hat und damit keine Metastasen bilden kann. Ein verruköses Karzinom hat ein grob warzenartiges Aussehen und stellt eine Variante mit geringer Bösartigkeit dar. Wenn der Tumor fortschreitet, befällt er zunächst die Schwellkörper (Corpus spongiosum und Corpus cavernosum).
Zum N-Stadium:
Peniskarzinome metastasieren zuerst in die Leistenlymphknoten. Höhere Lymphknotenstationen im kleinen Becken (pelvine Lymphadenopathie) kommen erst bei weit fortgeschrittenen Tumoren vor.
Es wird unterschieden zwischen einem klinischen Lymphknotenstadium vor einer Operation und einem postoperativen Stadium, bei dem die mikroskopische Untersuchung der Lymphknoten bereits vorliegt. Postoperative Stadien werden mit einem kleinen P gekennzeichnet, zum Beispiel pN1. Wenn Lymphknotenmetastasen unbeweglich mit der Umgebung verwachsen sind, so ist dieses ein Zeichen für ein weiter fortgeschrittenes Tumorleiden, daher Stadium N3.

## Therapie
In einem frühen Stadium des Peniskarzinoms kann eine Strahlentherapie angezeigt sein, das lokale Entfernen des Tumors oder eine Laserbehandlung der betroffenen Bezirke. Im fortgeschrittenen Stadium mit Lymphknotenmetastasen ist meist eine Entfernung der betroffenen Lymphknoten und eine Penisamputation oder Penisteilamputation notwendig.

## Prognose
Bei früher Diagnosestellung sind die Heilungschancen gut (70–90 % Heilungen). Viele Patienten suchen allerdings erst im fortgeschrittenen Tumorstadium den Arzt auf. Bei Diagnosestellung haben daher bereits 17–45 % der Patienten histologisch gesicherte Lymphknotenmetastasen. Die Prognose hängt vor allem vom Stadium, dem Grading und dem Alter des Patienten ab. Aus dem schwedischen Peniskarzinom-Register wurden relative 5-Jahres-Überlebensraten im Verhältnis zur normalen, altersbedingten Sterblichkeit berechnet. Die 5-Jahres-Überlebensrate betrug im Stadium pTis 97 %, pT1 90 %, pT2 66 % und pT3 55 %. Der Befall regionaler Lymphknoten verschlechterte die Prognose: Fünf Jahre überlebten bei histologisch tumorfreien Lymphknoten 94 % aber nur 46 % bei nachgewiesenen Lymphknotenmetastasen. Die Prognose der Erkrankung beim Vorliegen von Fernmetastasen ist mit einem 5-Jahres-Überleben von weniger als 5 % schlecht. Welchen Einfluss das Grading, also das Ausmaß der histologischen Entartung, auf die Prognose hat, lässt sich ebenfalls im schwedischen Peniskarzinom-Register zeigen: Mit der niedrigsten Entartungsstufe G1 überlebten 96 % der Patienten 5 Jahre, mit der höchsten Stufe G3 nur 67 %. Alte Patienten hatten eine schlechtere Prognose als junge. Dieses ist möglicherweise dadurch bedingt, dass alte Patienten häufiger weit fortgeschrittene, verschleppte Tumoren aufwiesen.

## Weiterführende Literatur
- B. Mahlmann, C. Doehn, T. Feyerabend: Strahlentherapie des Peniskarzinoms. In: Der Urologe A Band 40, Nummer 4, S. 308–312. doi:10.1007/s001200170042